# Far de Sant Cristòfol
El Far de Sant Cristòfol, també anomenat Farola de Sant Cristòfol o simplement la Farola, és un edifici de Vilanova i la Geltrú (Garraf) protegit com a Bé Cultural d'Interès Local. Des de l'any 2016 acull l'equipament museístic Espai Far, dedicat a història marinera de Vilanova i la Geltrú.

## Història
El 1834 se n'instal·là una primera farola. El 1866 fou inaugurada una versió millorada del far. La tercera, i actual, es començà a construir a partir de 1902 i el 1905 ja estava en funcionament.

## Descripció
Es tracta d'un far de costa de senyals lluminosos de freqüència 8"
La farola és de planta circular i alçat troncocònic de carreus de pedra. El coronament és una balconada circular de major radi que la base i suportada per carteles, acabada amb barana de ferro. La torratxa és cilíndrica de ferro i vidre coberta amb cúpula semiesfèrica i cupulí metàl·lics coronats amb la rosa dels vents. A l'interior trobem una escala de cargol amb graons i eix de pedra. Hi ha dues plataformes metàl·liques. Les parets són de carreus de pedra calcària. Annexa al far hi ha una construcció de planta rectangular destinada en origen a habitatge del tècnic responsable i avui integrada com a espai expositiu.